# Наташа (фильм, 1997)
«Наташа» — венгерско-российский фильм 1997 года.

## Сюжет
Москва начала 1990-х. Общежитие для студентов-иностранцев. Студент из Венгрии, Ференц, получил диплом и прощается с друзьями по университету. В одном из коридоров общежития он случайно знакомится с девушкой по имени Наташа. Необычная девушка привлекает внимание Ференца. Он стремится познакомиться с ней ближе, но у девушки обнаруживается брат, который препятствует их сближению. Наташа и Сергей, эта странная пара, временами похожая больше на любовников, чем на брата и сестру, очаровывают Ференца своими таинственными речами, шаманскими обрядами и ставят перед выбором: или дружба Сергея или любовь Наташи. Тяга к Наташе оказывается сильнее. В результате Сергей погибает, а Наташа таинственным образом исчезает.

## В ролях
- Константин Хабенский — Ференц
- Светлана Коленда — Наташа
- Максим Суханов — Сергей
- Наталья Аринбасарова — бабушка
- Армен Джигарханян — Андрей Николаевич
- Михаил Крылов — Януш
- Мамука Кикалейшвили — Хэнтеш

## Съёмочная группа
- Автор сценария: Тамаш Тот
- Режиссёр: Тамаш Тот
- Композиторы: Ласло Мелиш, Юрий Орлов
- Художник: Александр Жирнов